# Wikipedia (aplicación)
Wikipedia es una aplicación móvil desarrollada por la Fundación Wikimedia. Es una versión de la wiki y enciclopedia en línea homónima diseñada para dispositivos móviles. Gracias a esta aplicación muchas personas pueden consultar contenidos enciclopédicos, definiciones, ver imágenes y conseguir ayuda para trabajos, tareas o simplemente por ocio. 

## Sitios de descarga
La aplicación de Wikipedia se puede descargar desde una computadora, desde iTunes, Google Play o App Store e instalarla en un dispositivo móvil.

## Dispositivos

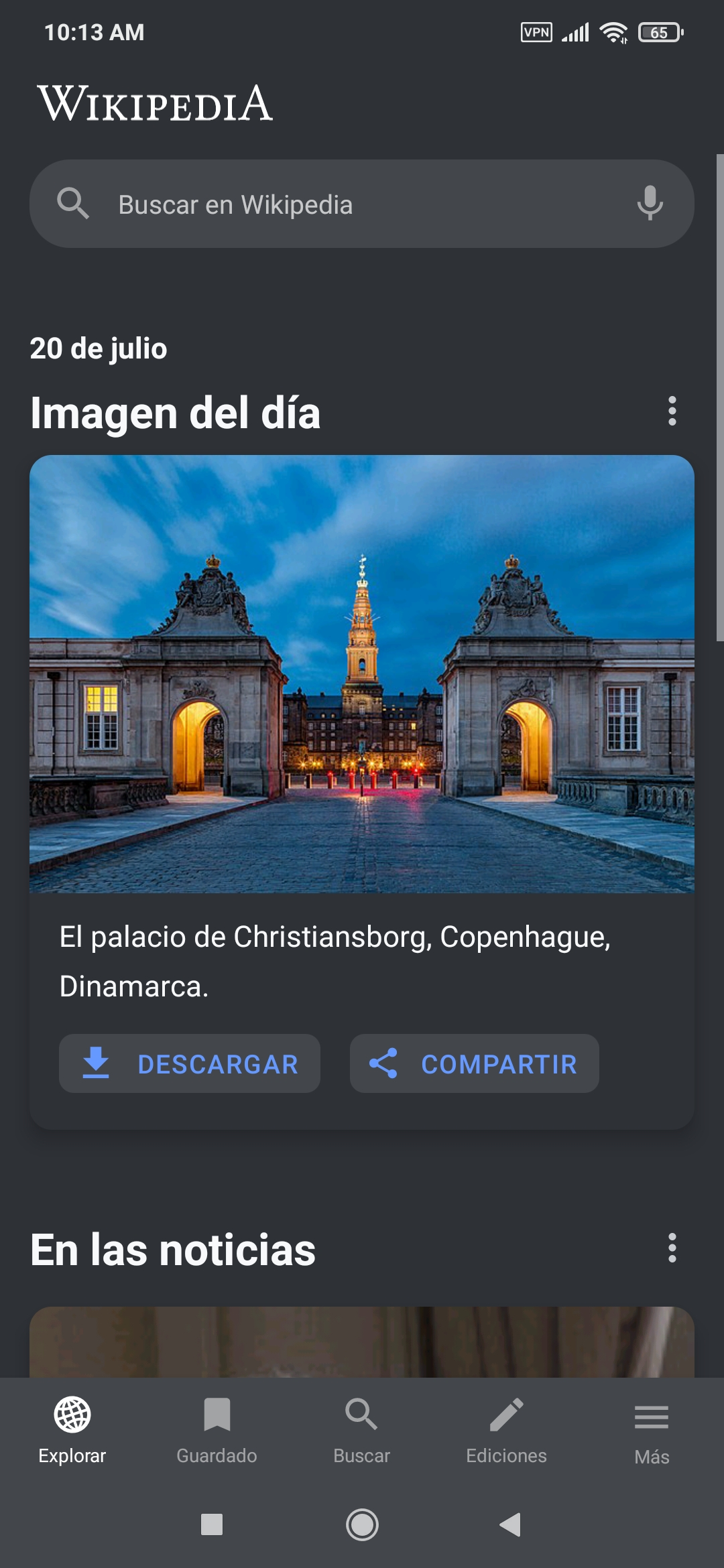
Captura de pantalla de la aplicación de Wikipedia

- Tabletas
- Tabletas Android
- iPad
- iPhone
- Celulares Sony
- Celulares Nokia
- iPod

## Ventajas
Estas son las ventajas que tiene esta aplicación:
- Es posible consultar Wikipedia en cualquier momento y lugar.
- No tiene ningún costo.
- Puedes guardar páginas para verlas sin conexión a internet.

## Desventajas
- Hay disponibles menos funciones que en una computadora.
- Es necesaria una conexión a internet.

## Aplicación para Android
La aplicación oficial disponible para Android cuenta con una versión beta y una versión estable. A comienzos de 2023 la versión estable contaba con más de 50 millones de descargas y una calificación promedio de 4.5 sobre 5 puntos en Google Play, mientras que la versión beta tenía más de 1 millón de descargas y una calificación promedio de 4.5 puntos.